# Werner von Selchow
Werner Erdmann Ludolff von Selchow (* 1. Februar 1806 in Danzig; † 23. Februar 1884 in Brandenburg an der Havel) war ein preußischer Landwirtschaftsminister und Domdechant zu Brandenburg.

## Leben

### Herkunft
Er stammte aus der uradligen neumärkischen Familie von Selchow. Seine Eltern waren Friedrich Wilhelm von Selchow (1769–1845) und Friederike Ludowika Amalie, geb. von Kummer (1783–1864).

### Werdegang
Selchow studierte Jura. 1828 war er Gerichtsreferendar in Danzig, dann in Marienwerder. In Rettkewitz besaß er ein Rittergut. Von 1843 bis 1845 war er Landrat des Kreises Lauenburg-Bütow, nach dessen Aufteilung von 1846 bis 1851 Landrat des neugebildeten Kreises Lauenburg.
1848/49 war er Mitglied der Frankfurter Nationalversammlung für den 1. Wahlkreis der Provinz Pommern (Lauenburg). Dort gehörte er der Casinofraktion und später der Fraktion Café Milani an.
Anschließend wechselte er aus der Provinz nach Berlin, 1849 war er „Hilfsarbeiter“ (eine Art Assistent) im preußischen Ministerium des Innern. Im Jahr 1850 war Selchow Mitglied im Volkshaus der Erfurter Union. Außerdem war er bis 1852 Mitglied der Rechten in der zweiten Kammer des Preußischen Abgeordnetenhauses. Dem Abgeordnetenhaus gehörte er erneut von 1863 bis 1870 an, er schloss sich keiner Fraktion an.
1851 ging er wieder in die Provinz; zunächst als Vizepräsident der Regierung in Liegnitz, von 1853 bis 1855 Regierungspräsident in Liegnitz. Von 1856 bis 1862 war er Regierungspräsident in Frankfurt an der Oder, 1862 wurde er Oberpräsident der Provinz Brandenburg und Mitglied des Preußischen Staatsrats.
Im Dezember 1862 wurde er als Landwirtschaftsminister in das erste Ministerium des neuen Ministerpräsidenten Otto von Bismarck berufen. Diese Funktion übte er bis zu seiner Pensionierung 1873 aus. Von 1863 bis 1870 war er auch wieder Mitglied des Abgeordnetenhauses (Rechte, fraktionslos). Nach seiner Pensionierung ließ er sich auf dem Gut Karolinenthal bei Rettkewitz, Kreis Lauenburg in Pommern, nieder; 1874 fungierte er dort als Amtsvorsteher des neu gebildeten Amtsbezirks Rettkewitz.

### Ehe und Nachkommen
Seine Frau Karoline (geb. von Hanstein) brachte zehn Kinder zur Welt, acht Töchter und zwei Söhne. Tochter Martha wurde Hofdame in Potsdam, bei der Prinzessin Alexandrine von Preußen. Tochter Hedwig heiratete den späteren Gutsbesitzer und Erbe von Leopoldshain bei Görlitz und preußischen General Heinrich von Geißler. Tochter Hildegard von Selchow (1845–1923) heiratete Hermann von Lettow-Vorbeck. Seine Enkelin Anni von Gottberg war in der Zeit des Nationalsozialismus Mitglied der Bekennenden Kirche.

### Domdechant zu Brandenburg
Großen Einfluss und Ansehen erhielt Selchow als Domdechant des Hochstifts zu Brandenburg. Gleichzeitig war er interemistisch das Amt des Kurators der Ritterakademie Brandenburg, der alten Bildungseinrichtung für den märkischen Adel samt Alumnat und Schule. Sein Nachfolger als Kurator wurde der Domherr Hans von Rochow-Plessow.

## Sonstiges
In Berlin-Schmargendorf wurde 1906 die Selchowstraße nach ihm benannt; dies liegt in der privatisierten Domäne Dahlem, in dem die neu angelegten Straßen auch nach Landwirtschaftsministern benannt wurden, denen die Domäne unterstand. Bereits 1889 wurde eine Selchowstraße in Berlin-Adlershof benannt, jedoch möglicherweise nach dem Grundeigentümer August Selchow (1829–1892).